# 중군

중군(中軍)은 조선왕조의 무관 관직이다. 중앙 및 지방 각 군영에 설치된 관직으로, 품계는 종2품 또는 정3품이었다.

## 운영
중군은 각 군영의 최고 지휘관은 아니지만, 지휘관과 같은 등급의 품계를 가진 관원으로 임명되었다. 예를 들어 궁궐 경비를 담당하는 금위영 군영의 수장이 종2품 금위대장인데, 금위영에 임명된 중군도 품계가 종2품이었다. 즉, 같은 품계이나 서열은 중군이 낮았는데, 금위대장, 어영대장, 수어사 등과 같은 군영의 최고 책임자 관직은 문민통제를 위해 임금의 장인, 문관 출신의 중신 등이 임명되는 경우가 많았으므로 실제적인 군사 지휘에 관한 전문성(자문)은 무예에 관한 지식과 경력을 토대로 임명된 전임 무관인 중군에게 의지하였다. 군영에 따라 중군 직속의 별도 부대를 두기도 했다. 또 조선후기에는 8도 감영에 중군이 임명되어 병마수군절도사를 겸직하는 관찰사의 군사 업무를 보좌하였다.

## 설치
- 훈련도감 중군 : 종2품
- 어영청 중군 : 종2품
- 금위영 중군 : 종2품
- 총융청 중군 : 종2품
- 수어청 중군 : 종2품
- 순무영 중군 : 종2품급 (변란 발생시 임명되는 순무사가 지휘하는 임시 군영의 중군)
- 관리영 중군 : 정3품
- 진무영 중군 : 정3품
- 총리영 중군 : 정3품
- 통제영 중군 : 종2품[1]
- 각도 감영 중군 : 정3품 (당상관)

## 기타
지방 일부 지역에 설치된 진영(鎭營, 군영)에도 중군이 있었다. 이 직책은 중앙에서 임명되는 것이 아니라 지역 출신 중에서 임명되는 것으로, 향반(鄕班, 시골 양반) 또는 상급 향리(중인, 서인)를 위해 운영되었다. 동래독진(東萊獨鎭) 중군이 대표적이다.

## 같이 보기
- 감영
- 삼도수군통제영